# La Guerre des tuques 3D
Pour les articles homonymes, voir Bataille de boules de neige (homonymie).
Série
La Course des tuques
(2018)
Pour plus de détails, voir Fiche technique et Distribution.
La Guerre des tuques 3D, ou La Bataille géante de boules de neige en France, est un film d'animation 3D québécois réalisé par Jean-François Pouliot et sorti le 13 novembre 2015. Il s'agit d'un remake du film La Guerre des tuques sorti le 3 octobre 1984.

## Synopsis
Dans un village, des enfants se divisent en deux groupes pour jouer à la guerre avec des boules de neige. Un des groupes construit un château en neige, l'autre groupe ayant pour mission de le conquérir.

## Fiche technique
- Titre québécois : La Guerre des tuques 3D (titre alternatif dans le générique : La Guerre des tuques animée)
- Titre français : La Bataille géante de boules de neige
- Titre anglais : Snowtime!
- Réalisation : Jean-François Pouliot et François Brisson
- Scénario : Normand Canac-Marquis, Roger Cantin, Danyèle Patenaude et Paul Risacher, d'après l'œuvre d'André Mélançon
- Musique : Jorane et Éloi Painchaud
- Direction artistique : Philippe Arseneau Bussières
- Montage : Robert Yates
- Animation : Jim van der Keyl
- Production : Marie-Claude Beauchamp, Hugo Bossaert, Marc LeBel, Paul Risacher, Sophie Roy et Normand Thauvette
- Sociétés de production : CarpeDiem Film & TV
- Société de distribution : Films Séville
- Budget : 12,5 millions $
- Pays d'origine :  Canada
- Langue originale : français
- Format : couleur
- Genre : animation, aventure
- Durée : 80 minutes
- Dates de sortie :
  - Canada : 13 novembre 2015 (Québec)
  - États-Unis : 19 février 2016
  - France : 13 juin 2016 (Festival d'Annecy 2016) ; 21 décembre 2016 (sortie nationale)

## Distribution

### Voix originales
- Nicholas Savard L'Herbier : Luc
- Mariloup Wolfe : Sophie
- André Sauvé : Henri et George Leroux
- Sophie Cadieux : Lucie
- Hélène Bourgeois Leclerc : François-les-lunettes
- Catherine Trudeau : Jacques
- Anne Casabonne : Maranda
- Gildor Roy : Chabot
- Sébastien Reding : Pierre
- Aline Pinsonneault : France, Nicky et des mini-tuques
- Hugolin Chevrette : Ti-Guy la lune et des mini-tuques
- Esther Poulin : Daniel Blanchette

### Voix françaises
- Erza Muqoli : Lucie
- Gabriel Gros : Chabot
- Esteban Durand : Ti-Guy
- Gloria Palermo de Blasi : Danièle Blanshire
- Nilusi Nissanka : France

### Voix anglaises
- Angela Galuppo : Luke et Lucie
- Lucinda Davis : Sophie
- Heidi Lynne Weeks : Henry et George Leroux
- Sandra Oh : Four-eyed Frankie
- Elisabeth MacRae : Nicky
- Sonja Ball : Manolo
- Don W. Shepherd : Chuck

## Production

### Développement
En 2010, une pétition de 11 000 internautes est adressée à Rock Demers, le producteur du film original, pour faire un remake de ce film. Refusant de refaire le même film en prise de vue réelle, il ne ferme pas la porte à un film d'animation comme remake. C'est ainsi que ce film a commencé à être produit dès mars 2014[réf. nécessaire] au studio Singing Frog, à Montréal, avec Jean-François Pouliot comme réalisateur. Les personnages animés ont été créés par Philippe Arseneau Bussières, son deuxième film d'animation québécois après le film La Légende de Sarila. Au début, il hésite de s'embarquer dans ce projet : « La première fois qu’on m’a approché avec ce projet, je ne pensais pas que c’était une bonne idée de toucher à ça. C’est tellement un film sacré pour les Québécois. Je trouvais ça dangereux. ». Finalement convaincu, le directeur artistique a décidé que « ses personnages animés ne seraient pas des caricatures des héros du film original. ».
Au tout début du projet, pendant trois ou quatre jours, le réalisateur Jean-François Pouliot a engagé Marc Béland et Pascale Montpetit comme volontaires pour les animations des personnages. Ainsi, il a filmé les acteurs pour étudier comment ils marchent, comment ils lancent une balle, comment ils montent des escaliers ou descendent des pentes, puis les a montré aux animateurs afin d’orienter leur travail.
Les doublages ont été faits en même temps en français et en anglais, car le réalisateur s'est rendu compte que « le film n’est pas le même en anglais et en français. Les personnages ne sont pas tout à fait les mêmes, les pointes d’humour non plus, même la personnalité n’est pas tout à fait pareille. On a bien fait attention que les acteurs anglophones et francophones ne s’influencent pas. ». La productrice, Marie-Claude Beauchamp, a choisi Sandra Oh pour doubler le personnage François les lunettes et Ross Lynch pour Pierre.

### Bande originale
La production a enregistré des versions françaises et anglaises des chansons. Les chansons en français sont interprétées par des chanteurs québécois très connus dans la province, dont Marie-Mai et Fred Pellerin. L’interprétation de certaines versions anglaises a été confiée à des artistes mieux connus du marché anglophone : Simple Plan, Walk Off The Earth. Céline Dion et Groenland sont présents dans les deux versions. L'album reçoit un disque d'or au Québec, pour des ventes atteignant 40 000 exemplaires.
- Je suis le vent de Marie-Mai - 2′38″
- Liberté de Groenland - 2′26″
- Les héros de Jonathan Painchaud - 2′18″
- Amour d'hiver de Louis-Jean Cormier et Marie-Mai - 2′18″
- L'hymne de Céline Dion et Fred Pellerin - 3′03″
- L'amour a pris son temps de Marie-Mai, Groenland, Louis-Jean Cormier, Marie-Pierre Arthur et Fred Pellerin - 4′19″
- I Am the Wind de Marie-Mai - 2′38″
- Liberty de Groenland - 2′26″
- The Heroes de Simple Plan - 1′49″
- You're My Sweater de Walk Off the Earth - 2′17″
- Hymn de Céline Dion - 3′02″
- Le village/The Village d'Éloi Painchaud et Jorane - 1′00″
- L'école/The School d'Éloi Painchaud et Jorane - 0′38″
- Les Minis/The Minis d'Éloi Painchaud - 0′47″
- La bande à Sophie/Sophie's Gang d'Éloi Painchaud - 0′19″
- Général Luc/General Luke d'Éloi Painchaud - 0′45″
- Le fort/The Fort d'Éloi Painchaud - 0′42″
- C'est un piège/It's a Trap d'Éloi Painchaud - 1′16″
- Le baiser/The Kiss d'Éloi Painchaud - 1′14″
- Dernière bataille/Last Battle d'Éloi Painchaud - 4′26″
- Cléo/Cleo d'Éloi Painchaud - 3′28″
- Le bugel/The Bugle d'Éloi Painchaud - 2′25″
- Éveil/Growing Up d'Éloi Painchaud - 1′45″

## Réception

### Sortie
Le film a déjà été vendu dans plus de 60 pays avant la sortie dans son propre pays. Plusieurs des acheteurs étrangers ont beaucoup aimé l'histoire et la qualité de l'animation. Avec un budget mince de 12 millions de dollars, ils ont été surpris que le film soit aussi beau et bien fait alors que les films d'animations américains coûtent en moyenne de 100 millions de dollars. La productrice déclare : « Ils nous demandent comment on a fait. Mais c’est ça le Québec. On est ingénieux et on réussit à faire beaucoup avec peu. ». 

« C’est une belle histoire, universelle, qui a touché tellement de monde. C’était le désir de Rock Demers de voir cette œuvre aller rejoindre un public encore plus large et ce sera le cas avec la nouvelle version animée. »

— Marie-Claude Beauchamp, la productrice du film à propos de la carrière internationale de La Guerre des tuques 3D

### Box-office
À sa première journée, le film a connu un bon départ en ramassant 88 564 $ sur 38 écrans à travers le Québec. Après son premier week-end, il obtient le meilleur démarrage de l'année pour un film québécois avec 653 847 $ sur 94 écrans. Ainsi, avec un total de 761 443 $ de jeudi à vendredi, les recettes de démarrage ont fait mieux que le film Lance et compte sorti en 2010 avec près de 684 000 $. Il dépasse également le film de Disney La Reine des neiges, qui avait amassé 613 070 $ lors de sa sortie en 2013. Le 20 novembre, soit 8 jours après la sortie, le film a déjà dépassé le cap du million de dollars le vendredi soir. Après 2 week-end, le succès du film se confirme en ajoutant 581 957 $ pour un total de 1 555 802 $, malgré la sortie du dernier volet d’Hunger Games. Cet exploit réjouit la productrice Marie-Claude Beauchamp : « Ce qui nous fait le plus plaisir, c’est qu’on a réussi à résister à Hunger Games. ». À partir de la troisième semaine, le nombre d'écrans diminue légèrement à 90 salles.

## Différences et clins d’œil avec le film original
(juin 2020).
- Si vous ne connaissez pas le sujet, laissez ce bandeau (vous pouvez alors contacter les auteurs).
- Si vous supprimez le contenu mis en cause (vous pouvez préalablement contacter les auteurs),

argumentez précisément cette suppression dans la page de discussion
(un manque de référence n'est pas un argument ; une recherche réelle de référence doit avoir été effectuée, être formellement documentée).
- Le personnage de Luc dans le film original a une attitude autoritaire et insolente alors que dans la version animée il est du genre timide. Il n'a jamais porté de tuque dans l'animation alors que Luc en porte une dans l'original. Luc est gaucher dans l'original alors qu'il est droitier dans l'animation.
- François Les lunettes porte des montures rondes (du genre John Lennon) dans l'original tandis que dans l'animation il possède des lunettes aux formes différentes (une ronde et une carrée).
- La sœur de Sophie, Lucie, porte une chemise et une tuque toute bleue, c'est ce qu'elle porte dans l'original. Elle est débordante d'enthousiasme pour tout ce qui est amusant et compétitif et une petite boule d'énergie, alors que dans l'original elle est plus tranquille. On peut remarquer qu'il manque une seule dent, alors qu'à l'actrice Maryse Cartwright, qui joue Lucie Tremblay dans l'original, il ne manque aucune dent.
- Dans la classe de Luc, celui-ci commence à jouer du clairon pour un exposé, alors que dans l'original il est trop tard pour jouer à cause de la sonnerie de l'école. Dans l'original, on voit la professeure de la classe alors que dans l'animation on ne voit pas de professeur.
- Le clairon de Luc appartenait à son père mort à la guerre dans l'animation alors que dans l'original, il était à son grand-père.
- Il y a des noms de familles dans l'original, alors que dans l'animation ça n'a pas été mentionné. On peut voir quelques adultes dans l'original, alors que dans l'animation, les adultes sont rares à apparaître car on voit seulement la mère de Luc (dont on ne voit pas le visage) et des soldats durant les funérailles du père de Luc.
- Le personnage Maranda qui est noir n'a pas la même couleur de peau dans l'original où aucun noir n'apparaît.
- La catapulte de la version animée n'est pas présente dans l'orignal.
- Le personnage de Pierre se chicane contre Luc à cause du clairon et, plus tard, Luc joue du clairon pour rendre hommage à Cléo. Pierre apprécie le geste et pardonne à Luc, alors que dans l'original, il ne chicane pas Luc et celui-ci ne joue pas du clairon pour Cléo.